# Nodulisporium ochraceum
Nodulisporium ochraceum är en svampart som beskrevs av Preuss 1849. Nodulisporium ochraceum ingår i släktet Nodulisporium och familjen kolkärnsvampar.   Inga underarter finns listade i Catalogue of Life.